# Miss Rio Grande do Norte 2017
Miss Rio Grande do Norte 2017 foi a 61ª edição do tradicional concurso de beleza feminina do Estado, válido para o certame nacional de Miss Brasil 2017, único caminho para o Miss Universo. O evento contou com a participação de vinte e cinco (25) candidatas em busca do título que pertencia à modelo mossoroense e Vice-Miss Brasil 2016, Danielle Marion. O certame é comandado desde de 2009 por George Azevedo e contou com a apresentação do jornalista Cristiano Félix e 1 co-apresentação de: Kelly Fonsêca, Deise Benício e Manoella Alves. O concurso se realizou no dia 23 de Maio na capital Natal com a presença da Miss Universo 1968 Martha Vasconcellos, entre os jurados.

## Resultados

### Colocações
| Posição                 | Município e Candidata |
| Vencedora               | - São Gonçalo do Amarante - Milena Balza |
| 2º. Lugar               | - Mossoró - Beatriz Brito |
| 3º. Lugar               | - Canguaretama - Isabella Cecchi |
| 4º. Lugar               | - Natal - Sarah Torres |
| 5º. Lugar               | - Almino Afonso - Cibele Abbot |
| (TOP 15) Semifinalistas | - Apodi - Flávia Fernandes - Areia Branca - Jammily Barbosa - Ceará-Mirim - Manuella Byone - Guamaré - Brenda Marinho - Jardim de Angicos - Kathianny Almeida - Macaíba - Clarissa Matias - Parnamirim - Karina Aguiar - Patu - Maria Luíza Godeiro - São Miguel do Gostoso - Germana Amaral - Tenente Laurentino Cruz - Lara Vidian |

### Prêmio Especial
A "Miss BE Emotion" foi escolhida pelo maquiador Thalyson Salvino:
| Prêmio          | Município e Candidata      |
| Miss BE Emotion | - Guamaré - Brenda Marinho |

### Ordem dos Anúncios
| 1. Parnamirim 2. Almino Afonso 3. São Miguel do Gostoso 4. Areia Branca 5. Patu 6. Apodi 7. Canguaretama 8. Ceará-Mirim 9. Tenente Laurentino 10. São Gonçalo do Amarante 11. Jardim de Angicos 12. Natal 13. Mossoró 14. Macaíba 15. Guamaré | 1. Mossoró 2. Almino Afonso 3. Canguaretama 4. Natal 5. São Gonçalo do Amarante |  |  |

## Jurados

### Seletiva
Ajudaram a eleger o Top 15:
1. Roberto Macêdo, jornalista;
2. Flávia Moraes, diretora do Teatro Riachuelo.
3. Karina Ades, diretora do Miss Brasil;

### Final
Ajudaram a eleger a vitoriosa:
1. Jocler Turmina, scouter;
2. Roberto Macêdo, jornalista;
3. Luís Antônio Cunha, empresário;
4. Karina Ades, diretora do Miss Brasil;
5. Julianne Faria, primeira dama do Estado;
6. Martha Vasconcellos, Miss Universo 1968;
7. Olga Portela, Miss Rio Grande do Norte 1994;
8. Tiago Alexandre, produtor de moda;
9. Beto y Plá, diretor da Band Natal;
10. Érica Neves, colunista social;
11. Murilo Lorizotti, fotógrafo;

## Candidatas
Disputaram o título este ano:
| - Almino Afonso (Rio Grande do Norte) - Cibele Abbot - Angicos - Maytê Tábata - Apodi - Flávia Fernandes - Areia Branca - Jammily Barbosa - Caicó - Tainá Jéssica - Canguaretama - Isabella Cecchi - Ceará-Mirim - Manuella Byone - Currais Novos - Janaíza Monte - Gov. Dix-Sept Rosado - Carolina Caiana | - Guamaré - Brenda Marinho - Jardim de Angicos - Kathianny Almeida - Jardim do Seridó - Juciara Dias - Jucurutu - Jéssica Lopes - Macaíba - Clarissa Matias - Martins (Rio Grande do Norte) - Scheiza de Souza - Mossoró - Beatriz Brito - Natal - Sarah Torres | - Parazinho - Rebeca Barbalho - Parnamirim - Karina Aguiar - Patu - Maria Luíza Godeiro - São Gonçalo do Amarante - Milena Balza - São José de Mipibú - Sara Silva - São Miguel do Gostoso - Germana Amaral - Serrinha dos Pintos - Daiane Rosa - Tenente Laurentino Cruz - Lara Vidian |

## Histórico

### Desistência
- Acari (Rio Grande do Norte) - Yanna Gomes

## Crossovers
Candidatas em outros concursos:
| Miss Piauí - 2014: Apodi - Flávia Fernandes (2º. Lugar) - (Representando o município de Picos) Miss Rio Grande do Norte - 2010: Apodi - Flávia Fernandes (Top 16) - (Representando o município de Apodi) - 2014: Canguaretama - Isabella Cecchi (3º. Lugar) - (Representando o município de Natal) Miss Mundo Rio Grande do Norte - 2013: Apodi - Flávia Fernandes (2º. Lugar) - (Representando o município de Apodi) | Miss Mundo Brasil - 2013: Apodi - Flávia Fernandes - (Representando a reserva biológica de Atol das Rocas) Miss Brasil Latina - 2014: Apodi - Flávia Fernandes (4º. Lugar) - (Representando o Estado do Rio Grande do Norte) |